# Da' miilkrate
da' miilkrate är Miilkbones debutalbum från 1995.

## Låtlista
1. "No Gimmicks"
2. "Ghettobiz"
3. "Keep It Real"
4. "Mindgamez"
5. "Traffic Jam (Skit)"
6. "Move Wit' Da' Groove"
7. "How Ya Like It?"
8. "Freestyle"
9. "Set It Off"
10. "Where'z Da' Party At?"
11. "Murder Verbs"
12. "Fast Cash (Skit)"
13. "Kids On The Ave"
14. "Check Me Out"
15. "Bamma Fam"
16. "Ketchrek"
17. "It Ain't The Same"
18. "2 All Y'all"

## Singlar
- 1995: "Keep It Real"
- 1995: "Where'z Da Party At?"